# Sciadocladus celebensis
Sciadocladus celebensis là một loài Rêu trong họ Hypnodendraceae. Loài này được Dixon mô tả khoa học đầu tiên năm 1934.